# دانشگاه بجایا
دانشگاه بجایا (به عربی: جامعة عبد الرحمان میرة) یک دانشگاه در الجزایر است که در استان بجایه واقع شده‌است.